# Титмар II
Титмар II (990/995 — 10 листопад 1030) — маркграф Саксонської Східної марки та Лужицький, граф Серимунта, Швабенгау і Нордтюртнггау з 1015 року; син Геро II, маркграфа Саксонської Східної марки і Аледаїди.

## Біографія
1015 року після загибелі батька Титмар ІІ успадкував західну частину Лужицької марки, графства Нордтюринггау, Швабенгау і Серимунт.
Того ж року Титмар ІІ брав участь у війні проти князя Польщі Болеслава I Хороброго. За Будишинською угодою 1018 року Титмар ІІ втрачав більшу частину своїх володінь.
1015 року Титмару ІІ довелося боротися з Зігфридом, колишнім монахом і сином його двоюрідного діда Одо I. Йому довелось вдатися до допомоги імператора Генріха II.
Титмар заснував одне з перших німецьких поселень у Лужицькій марці. Лужицька марка була повернута тільки 1031 року, за правління його сина Одо II, який був останнім представником династії.
Маркграф Титмар ІІ помер 1030 року і був похований у монастирі Гельмарсхаузен.

## Родина
Дружина — Регільда (Reinhilda z Beichlingen).
- Одо II (? — пл. 30 липня 1032/1034) — маркграф Саксонської Східної марки та Лужиці, граф Нордтюринггау і Швабенгау з 1030 р.
- Ода (бл. 1015 — до 1068) — 1-й чоловік: Вільгельм III (пом. 16 квітня 1039), граф Веймара з 1003, граф Айхсфельд в 1022, 2-й чоловік: Дедо I фон Веттін (бл. 1010 — жовтень 1075), граф Айленбурга з 1034, маркграф Саксонської Східної марки.